# 匈牙利德裔自治政府
匈牙利德裔自治政府（匈牙利語：Magyarországi Németek Országos Önkormányzata，缩写为MNOÖ，缩写为LdU），是生活在匈牙利的德意志少数民族的全国性权益代表组织。该组织是由406个地方少数民族自治机构与500多个文化团体和匈牙利德意志人协会所组成的伞状组织。

## 宗旨
在1994年12月匈牙利少数民族自治组织选举之后，1995年3月11日，德意志少数民族的选举集会选出了匈牙利德意志人的政治和文化代表组织，即匈牙利德裔自治政府。根据2011年CLXXIX号民族法的规定，该组织旨在实现一种现代的少数民族政策。
该组织的主要目标是保护和支持匈牙利德意志人的语言、精神遗产、历史传统和匈牙利德意志人身份认同。其中在文化领域包括对母语德语的保存与培育；在教育方面包括支持在匈牙利教育体系中进行德语教学；在国际关系方面则包括通过伙伴关系和项目来促进与德国的交流联系，以及实现文化自治，即匈牙利德意志人机构的自主管理，构成了该组织的主要活动领域。
与此同时，它也支持匈牙利与其邻国，尤其是与德语国家之间的伙伴合作。

## 历任主席
- 黑茵内克·奥托（匈牙利语：Heinek Ottó）（1999-2018）
- 舒伯特·欧利维娅（匈牙利语：Schubert Olívia）（2018-2019）
- 恩格仁德妮·霍克·伊博尧（匈牙利语：Englenderné Hock Ibolya）(2019-)

## 选举表现
自2014年匈牙利国民议会选举投票制度改革以来，每个选民投票时共投出两张票，一张投给个人选区候选人，另一张投给政党名单或少数民族名单（两者合称为全国名单）。其中，属于某一匈牙利少数民族的任何人可以请求在大选中作为少数民族选民被列入选民登记册，并可投票支持少数民族名单。个人选区的106个名额从每个选区中获得相对最高数量有效选票的候选人中直接产生。得票率达到政党名单总票数5%的政党获得进入国民议会的资格，根据政党获得的选票结果使用公式计算分配93个全国名单席位，少数民族名单的国民议会席位额度从全国名单中冲抵。
在大选中，少数民族名单的提出也需要少数民族自治机构收集推荐。只有当推荐的数量达到选民登记册中以少数民族身份登记的选民人数的百分之一，且最多不超过1500时，方可提出少数民族名单。
在分配议席时，也会将少数民族名单的得票数计入在内。若某一少数民族获得了全国名单总票数的三百二十七分之一时，便可获得一个优惠议席。
那些未能获得议席的少数民族，可以向国民议会派遣一名少数民族发言人（一般为该少数民族的名单上排名第一的人）作为代表，少数民族发言人享有与国民议会议员相同的权利，但在议会作出决定时没有投票权。此外，13个匈牙利少数民族推举的代表（无论在国民议会有无当选议员）会组成国民议会民族代表委员会，围绕有关少数民族权益和权力开展活动。

### 选举结果
| 选举                 | 得票数 | 优惠议席所需选票数 | 议席数  | 议席比 |
| -------------------- | ------ | ------------------ | ------- | ------ |
| 2014年匈牙利议会选举 | 15,209 | 22,022             | 0 / 199 | 0,00%  |
| 2018年匈牙利議會選舉 | 26,477 | 23,829             | 1 / 199 | 0,5%   |
| 2022年匈牙利议会选举 | 24,630 | 23,085             | 1 / 199 | 0,5%   |

### 2014年议会选举
在匈牙利德裔自治政府为本届大选所提交的全国名单中，德意志少数民族名单位列前五名的议员候选人如下：
| 2014年德意志人全国自治组织少数民族名单 | 2014年德意志人全国自治组织少数民族名单 | 2014年德意志人全国自治组织少数民族名单 |
| -------------------------------------- | -------------------------------------- | -------------------------------------- |
| 候选人                                 | 1                                      | 黑茵内克·奥托                          |
| 候选人                                 | 2                                      | 利特尔·伊姆雷                          |
| 候选人                                 | 3                                      | 恩格仁德妮·霍克·伊博尧                 |
| 候选人                                 | 4                                      | 巴尔坎尼·尤蒂特                        |
| 候选人                                 | 5                                      | 曼兹·尤若夫·捷尔吉                     |

在本届大选中，该少数民族名单未能获得优惠议席。该名单领衔人黑茵内克·奥托未接受他的发言人职位，因此利特尔·伊姆雷成为匈牙利国民议会历史上首位德意志少数民族发言人。

### 2018年议会选举
匈牙利国家选举办公室于2018年3月4日登记了匈牙利德裔自治政府的少数民族名单，该名单上共有28名候选人，其中位列前五名的议员候选人如下：
| 2018年德意志人全国自治组织少数民族名单 | 2018年德意志人全国自治组织少数民族名单 | 2018年德意志人全国自治组织少数民族名单 |
| -------------------------------------- | -------------------------------------- | -------------------------------------- |
| 候选人                                 | 1                                      | 利特尔·伊姆雷                          |
| 候选人                                 | 2                                      | 黑茵内克·奥托                          |
| 候选人                                 | 3                                      | 恩格仁德妮·霍克·伊博尧                 |
| 候选人                                 | 4                                      | 曼兹·尤若夫·捷尔吉                     |
| 候选人                                 | 5                                      | 加什帕尔·金高                          |

匈牙利德裔自治政府在本届大选中所提交的少数民族名单的票数超过了优惠议席的门槛，因此该名单领衔人利特尔·伊姆雷获得国民议会议员的席位。